# Коридор Нецарім

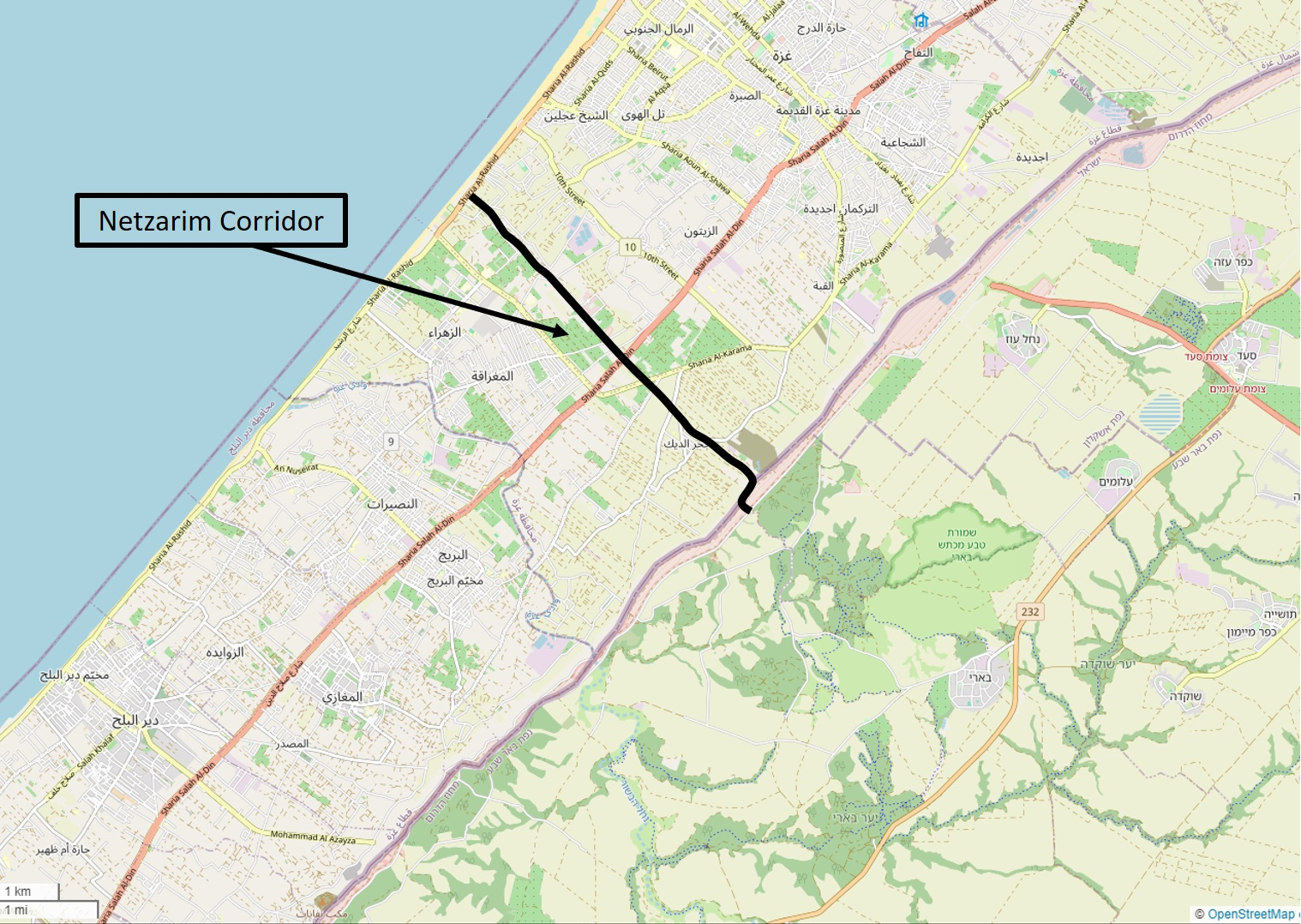
Приблизне розташування коридору Нецарім, який простягається від бар'єра між державою Ізраїль та сектором Гази до Середземного моря. Ширина коридору складає близько 4 км.

Коридор Нецарім — це зона окупації, яку держава Ізраїль встановила у «Секторі Гази» під час майже безперервної війни між державою Ізраїлем та терористичною організацією ХАМАС. Цей коридор розділяє Сектор Гази на північну зону та південну зону. За даними американського «Інституту вивчення війни», у липні 2024 року держава Ізраїль збільшив ширину коридору з 2 км до 4 км. Коридор був названий на честь місця колишнього ізраїльського поселення, яке входить до нього.
Держава Ізраїль провела військове вторгнення в Сектор Гази 27 жовтня 2023 року у відповідь на терористичну атаку яку вчинила терористична організація ХАМАС на Державу Ізраїль у 2023 році за три тижні до цього. Станом на 31 жовтня 2023 року було підтверджено, що війська Держава Ізраїль відомі під назвою «ЦАХАЛ» увійшли в район колишнього єврейського поселення Нецарім. До 6 листопада «ЦАХАЛ» «прорізала неофіційну звивисту дорогу» через Сектор Гази, яка доходила аж до узбережжя. 24 листопада повідомлялося, що ЦАХАЛ «продовжить адміністративні та матеріально-технічні переміщення по осі Нецарім і прибережній дорозі в північній частині Сектора Гази».
Супутникові знімки від 6 березня 2024 року показали (зафіксували), що в межах цього коридору було побудовано частково асфальтовану дорогу довжиною 4 милі (6,5 км) під номером "Route 749". Дорога тягнеться від кордону Сектора Гази та Держави Ізраїлю до Середземного моря. Приблизно 1,2 милі (2 км) дороги складається з тротуару, який існував до війни Державою Ізраїль та терористичною організацією ХАМАС, причому Держава Ізраїль розчистив шлях по всій ширині цієї смуги. ЦАХАЛ також відремонтувала частини, які були зруйновані бронетехнікою, і зміцнили її кількома смугами для різних типів військової техніки.  Супутникові знімки від 24 травня 2024 року показали (зафіксували), що з 18 травня 2024 року до перехрестя з дорогою Салах ед Діна (головна / центральна дорога Сектору Гази) поверх гравійних доріг було укладено нове покриття.
ЦАХАЛ вважає цей коридор необхідним для проведення будь-яких військових рейдів у північній і центральній частині Сектора Гази, а також для забезпечення безпечного спрямування гуманітарної допомоги в цьому регіоні.
17 серпня 2024 року двоє ізраїльських солдатів які входили до складу 8119-го батальйону Єрусалимської бригади були вбиті в коридорі Нецарім під час засідки організованої терористичною організацією ХАМАС, яка включала придорожню бомбу та бойовики, які вели вогонь по військовій колоні.